# Casablanca (vulcão)
Casablanca (pronúncia espanhola: [kasaˈβlaŋka]) é um estratovulcão holoceno nos Andes da Região de Los Lagos, Chile. Localiza-se a cerca de 90 km a leste da cidade de Osorno e acolhe nas suas encostas a Estação de esqui de Antillanca. O complexo irrompeu lavas com a composição entre basalto e andesite e não tem gravado erupções históricas. Vários cones de escória se formaram após a última era glacial.